# Jastkowice
Jastkowice – wieś w Polsce, położona w województwie podkarpackim, w powiecie stalowowolskim, w gminie Pysznica.
W latach 1954–1972 wieś należała i była siedzibą władz gromady Jastkowice. W latach 1975–1998 wieś administracyjnie należała do województwa tarnobrzeskiego.

## Położenie, krajobraz
W pobliżu Jastkowic, na terenie gminy Pysznica znajdują się dwa rezerwaty przyrody:
- Rezerwat przyrody Imielty Ług, gdzie znajdują się charakterystyczne dla Puszczy Solskiej obszary rozległych bagien, zarastających zbiorników.
- Rezerwat przyrody Jastkowice o pow. 45,68 ha. Został on utworzony w celu ochrony fragmentu dawnej Puszczy Sandomierskiej. Rośnie tu wiele gatunków drzew, takich jak: jodła, świerk, grab, sosna, buk, olcha, jawor, brzoza. Interesujące jest też runo leśne. Spotkać tu można m.in. czerniec groszkowy, czosnek niedźwiedzi, żywiec gruczołowaty.

## Części wsi
| SIMC    | Nazwa           | Rodzaj     |
| ------- | --------------- | ---------- |
| 0804276 | Dębowiec        | przysiółek |
| 0804282 | Kochany         | przysiółek |
| 0804299 | Kuziory         | przysiółek |
| 0804307 | Lipowiec        | przysiółek |
| 0804313 | Ludian          | przysiółek |
| 0804320 | Majdan          | przysiółek |
| 0804201 | Nad Kępą        | część wsi  |
| 0804218 | Odmoście        | część wsi  |
| 0804224 | Palenie         | część wsi  |
| 0804342 | Radeczyna       | przysiółek |
| 0804359 | Ruda Jastkowska | przysiółek |
| 0804365 | Sęk             | przysiółek |
| 0804230 | Ugory           | część wsi  |
| 0804247 | Węgry           | część wsi  |
| 0804253 | Wólka           | część wsi  |
| 0804260 | Zagonie         | część wsi  |
| 0804371 | Załanie         | przysiółek |

## Historia
Pierwsza wzmianka o Jastkowicach pochodzi z 1325 roku. Starosta sandomierski Drogosz z Chrobrza nadał sołectwo we wsi Jastkowice Mikołajowi z Jastkowic. Ale właściwy termin lokalizacji Jastkowic łączy się z datą 1 sierpnia 1375 roku, kiedy to królowa Węgier i Polski Elżbieta potwierdziła przywilej starosty Drogosza z Chrobrza. Legenda o wsi Jastkowice mówi, że księżniczka Elżbieta, córka Władysława Łokietka dała swojemu giermkowi Jaśkowi duży obszar leśny w podzięce za uratowanie jej życia, gdy napadł na nią dziki niedźwiedź. Nazwa wsi przez wiele pokoleń ulegała przeobrażeniom: Jaśkowice – Jaszkowice – Jastkowice.
Wkrótce stały się wsią, w której powstały maziarnie i smolarnie. Potem w Jastkowicach zaczęto wytapiać żelazo wykorzystując do procesu hutniczego rudy darniowe. Król Zygmunt Stary w 1515 roku nadał Piotrowi przywilej budowy rudnicy, która stała się początkiem huty i kuźni żelaza. Z hutnictwem żelaza związane jest powstanie przysiółka Jastkowic - Ruda Jastkowska. Jej mieszkańcy zajmowali się wydobywaniem rudy darniowej na potrzeby rudnic jastkowskich. W Jastkowicach wyroby z żelaza produkowano przez 250 lat.
W XVI wieku w Jastkowicach mieszkało 79 kmieci. Osadnictwo stale się zwiększało. Po I rozbiorze Polski Jastkowice znalazły się pod zaborem austriackim. Mimo wielu zawieruch dziejowych wieś była jak na owe czasy ludna, zamieszkiwało w niej 120 osadników. Jastkowice były wsią królewską. Na przełomie lat 20. i 30. XIX wieku władze austriackie zaczęły wyprzedaż dóbr królewskich. Wtedy w 1829 roku Jerzy Lubomirski nabył wieś Jastkowice z licznymi przysiółkami i wydzierżawił Rudę Jastkowską. Ruchy niepodległościowe (powstanie listopadowe, powstanie styczniowe) kształtowały świadomość narodową mieszkańców Jastkowic i całego Zasania.
Gdy w 1918 roku odrodziła się Polska, jastkowiczanie włączyli się do tworzenia i utrwalenia niepodległego bytu narodowego. W czasie II wojny światowej Jastkowice i przyległe wsie związane były w konspiracją antyniemiecką. W okresie okupacji niemieckiej z jastkowskiej parafii zginęło 90 osób, a około 160 wywieziono na przymusowe roboty do Niemiec. W 1944 roku w Jastkowicach kwaterował sztab 214 Dywizji Piechoty Armii Czerwonej.
Jastkowice i cała parafia zaczęły zmieniać swe oblicze po wojnie, gdy pobliska Stalowa Wola stała się znaczącym ośrodkiem przemysłu. Wtedy wielu mieszkańców podejmowało pracę zarobkową w stalowowolskich zakładach i firmach. Wytworzyła się wówczas klasa chłoporobotników.

## Religia
Parafia rzymskokatolicka pw. Przemienienia Pańskiego w Jastkowicach od 2010 znajduje się w dekanacie Pysznica, w diecezji sandomierskiej. Mieszka tu około 2 tys. ludzi, w zdecydowanej większości rzymscy katolicy, ale żyją tu także, obecnie już nieliczni, wyznawcy Kościoła Polskokatolickiego (należący do miejscowej parafii, również pw. Przemienienia Pańskiego), a także nieco ponad trzydziestu członków wyznania Świadków Jehowy.
Odpust w parafiach (rzymskokatolickiej i polskokatolickiej) odbywa się 6 sierpnia.

### Parafia polskokatolicka
Od 2016 roku proboszczem parafii jest ks. Waldemar Mroczkowski. Kościół parafialny pw. Przemienienia Pańskiego znajduje się przy ulicy Cichej 2.

### Cmentarz rzymskokatolicki
Cmentarz w Jastkowicach założono w 1926 na gminnym gruncie zaintabulowanym na rzecz parafii w 1927. Był ogrodzony drewnianym płotem, potem zbudowano drewniane prosektorium. Cmentarz poświęcił 1 maja 1926 ks. dziekan Michał Dukiel.
Na cmentarzu znajduje się grób Jana Markuta „Wichury”, partyzanta oddziału „Ojca Jana” i zesłańca na Syberię.

#### Pomnik na cmentarzu
Pomnik na jastkowskim cmentarzu został odsłonięty w październiku 2004. Postawiony jak głosi tablica:
| W hołdzie poległym mieszkańcom tej ziemi, ofiarom faszyzmu niemieckiego i komunizmu. |

Pomysłodawcą pomnika był proboszcz jastkowski ks. Tadeusz Mach.

### Cmentarz polskokatolicki
Parafia polskokatolicka w Jastkowicach, która została założona w 1925 roku przez ks. Władysława Strynkowskiego, wkrótce potem zorganizowała własny cmentarz grzebalny.

## Sport
- Ludowy Zespół Sportowy Bukowa Jastkowice (seniorzy oraz juniorzy)
- Orlik

## Edukacja
- Zespół Szkół im. Armii Krajowej w Jastkowicach (Publiczna Szkoła Podstawowa i Gimnazjum Publiczne)
- Niepubliczny Punkt Przedszkolny u „Św. Józefa”

We wsi urodził się parazytolog – Henryk Skrzypek.